# چیزی درباره زندگی
چیزی درباره زندگی نام اولین آلبوم خواننده مسلمان انگلیسی حمزه رابرتسون است .این آلبوم در تاریخ ۳ ژوئیه ۲۰۰۷ از منتشر شد.

## فهرست آهنگ‌ها
نسخه اصلی این آلبوم دارای ۹ قطعه می‌باشد.
| شماره | نام              | مدت   |
| ----- | ---------------- | ----- |
| ۱.    | «Our Creation»   | ۰۴:۰۹ |
| ۲.    | «Your Beauty»    | ۰۳:۲۱ |
| ۳.    | «Show Me»        | ۰۵:۱۸ |
| ۴.    | «He Is One»      | ۰۳:۰۳ |
| ۵.    | «Morning Prayer» | ۰۳:۴۸ |
| ۶.    | «My Hero»        | ۰۳:۱۱ |
| ۷.    | «Everyday»       | ۰۳:۲۶ |
| ۸.    | «The Mountain»   | ۰۴:۲۰ |
| ۹.    | «O Allah»        | ۰۳:۲۰ |